# Michael Kurilla
Michael Erik Kurilla, né le 16 mai 1966 en Californie aux États-Unis, est un général de l'armée américaine qui est le 15e commandant du commandement central des États-Unis depuis 2022. Il servit précédemment comme général commandant du XVIIIe corps aéroporté de 2019 à 2022 et comme chef d'état-major du commandement central de 2018 à 2019.

## Jeunesse
Né en Californie le 16 mai 1966 et élevé à Elk River, au Minnesota, Kurilla obtient une licence en ingénierie aérospatiale de l'Académie militaire des États-Unis, un MBA de l'Université Regis (en) et une maîtrise en études de sécurité nationale du National War College. Après avoir obtenu son diplôme de West Point, il est nommé officier d'infanterie dans l'armée américaine en 1988.

## Carrière
Au début de sa carrière, Kurilla participe à l'invasion du Panama par les États-Unis et à la guerre du Golfe, ainsi qu'à l'opération Uphold Democracy en Haïti, et fait partie de la force du Kosovo et de la force de stabilisation en Bosnie-Herzégovine. De 2004 à 2014, il opère dans la zone géographique de responsabilité du Commandement central américain, où il est déployé en Irak, en Afghanistan et en Syrie. En 2005, il est déployé en Irak en tant que commandant du 1er bataillon du 24e régiment d'infanterie (1re brigade de la 25e division d'infanterie). Il reçoit une Bronze Star avec la distinction "V" Device après une bataille à Mossoul au cours de laquelle « il fut touché par trois balles mais continua à riposter aux insurgés tout en dirigeant ses troupes »,,. Kurilla commande ensuite le 2e bataillon de rangers et le 75e régiment de rangers,.
Il est commandant général adjoint du commandement des opérations spéciales interarmées de 2012 à 2014, commandant général adjoint (manœuvre) de la 1re division d'infanterie de 2014 à 2015 et directeur adjoint des opérations spéciales et de la lutte contre le terrorisme de l'état-major interarmées de 2015 à 2016. Il sert comme commandant de la 82e division aéroportée de 2016 à 2018 et chef d'état-major du commandement central américain de 2018 à 2019. Il prend le commandement du XVIIIe corps aéroporté en octobre 2019. Début 2022, il est déployé en Allemagne pour superviser les déploiements de troupes américaines en réponse à la crise russo-ukrainienne de 2021-2022.

### Commandant du CENTCOM

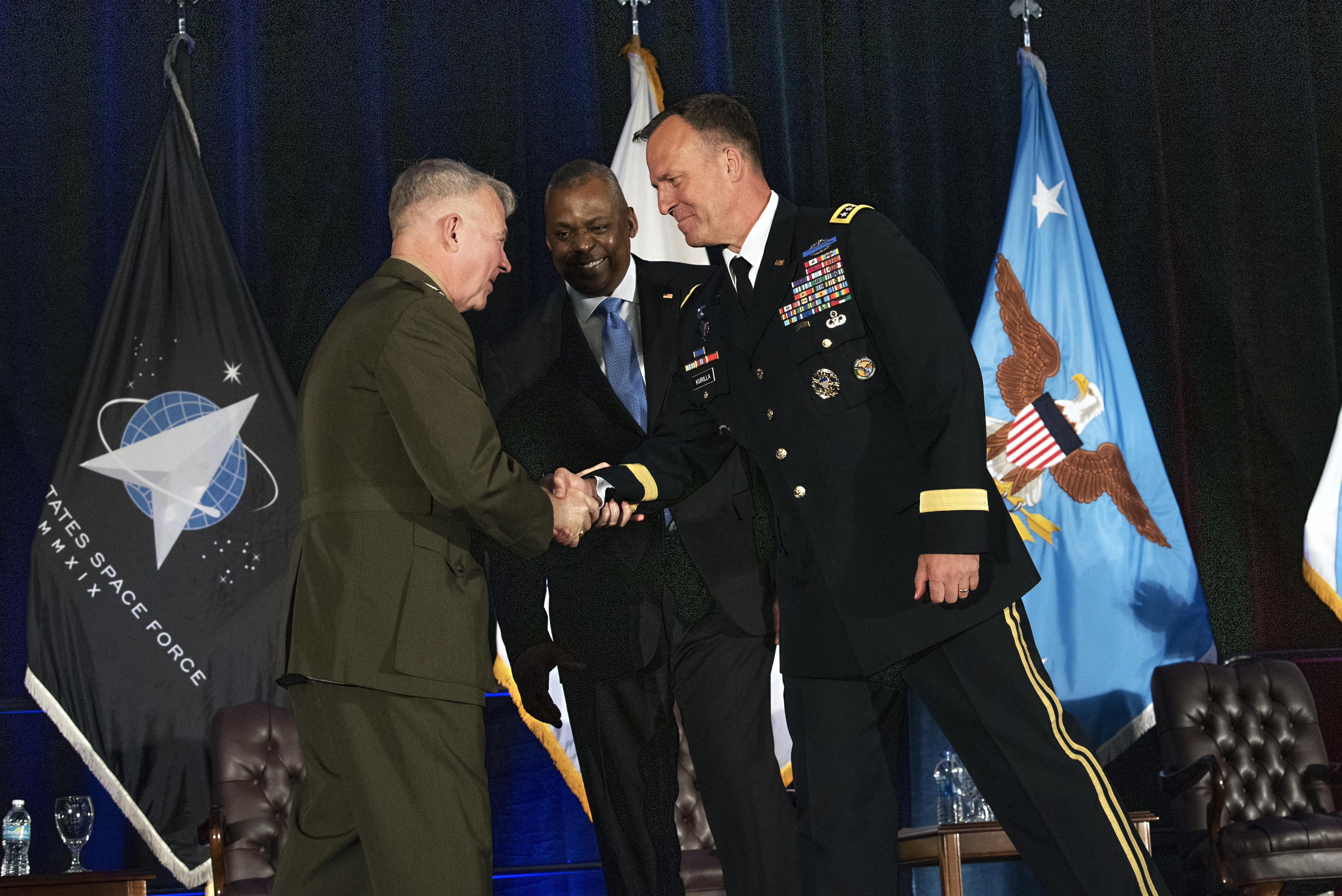
Le général Kurilla est félicité par son prédécesseur, le général Frank McKenzie, alors qu'il prend le commandement du CENTCOM le 1er avril 2022.

En janvier 2022, il est nommé en vue d'une promotion au grade de général quatre étoiles et une affectation en tant que commandant du commandement central américain,,. Kurilla prend ses fonctions en avril 2022,. En tant que commandant du CENTCOM depuis le début de la crise au Moyen-Orient en 2023, Kurilla fournit aux administrations Biden et Trump des options militaires et supervise leur mise en œuvre. Le général Mark Milley, président du Comité des chefs d'état-major interarmées au moment de sa nomination, le décrit comme le « leader parfait du CENTCOM » en raison de ses connaissances et de son expérience dans les postes de combat et d'officier d'état-major.
En avril 2024, il est envoyé en Israël en prévision d'une contre-attaque iranienne à la suite de la frappe aérienne du consulat iranien à Damas par Israël le 1er avril, au cours de laquelle plusieurs chefs militaires iraniens ont été tués. En septembre, il se rend de nouveau en Israël pour des consultations avec le ministre de la Défense Yoav Gallant.
En novembre 2024, Kurilla fait l'objet d'une enquête après avoir bousculé un subordonné lors d'un échange houleux à bord d'un C-17 Globemaster III à destination d'Israël.

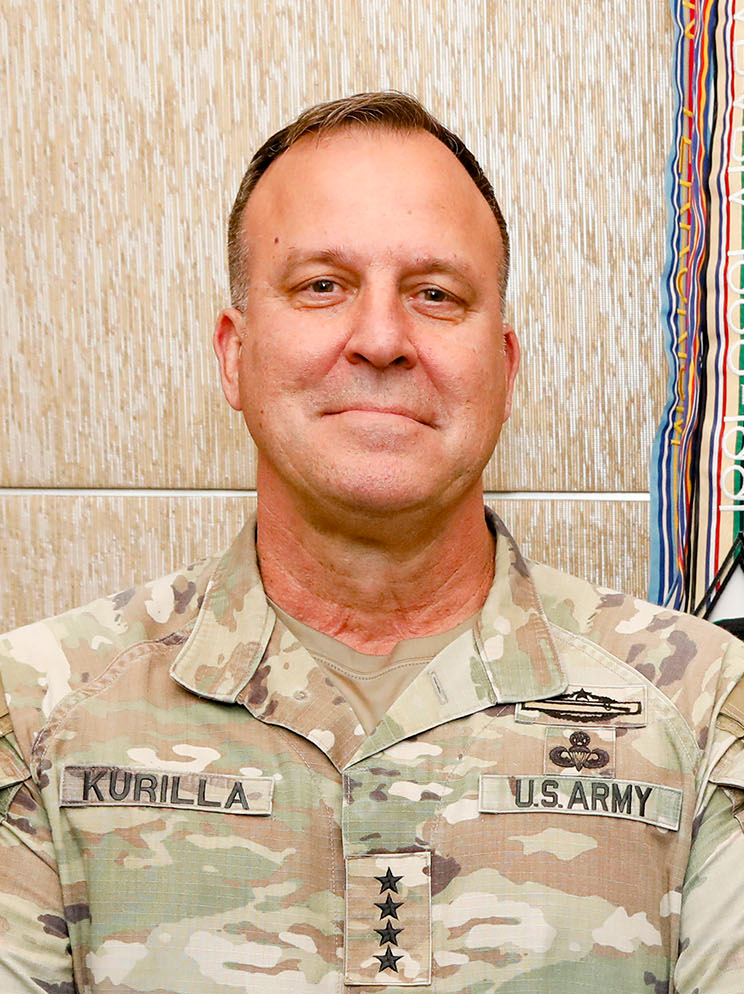
Le général Michael Kurilla en 2025.

Après l'élection de Trump, il propose une nouvelle campagne de bombardements sur le Yémen d'une durée de 8 à 10 mois basée sur l'opération israélienne contre le Hezbollah, où l'objectif est la neutralisation des défenses aériennes des Houthis avant de procéder à des assassinats ciblés contre de hauts responsables du groupe. Les autorités saoudiennes, soutenant la proposition américaine, leurs transmettent une liste de 12 dirigeants houthis de premier plan « a éliminer ». Début mars, Trump approuve partiellement le plan de Kurilla et lui donne un délais 30 jours pour obtenir des résultats dans une opération intitulée « Rough Rider » par Pete Hegseth.
Début 2025, il aurait été l'un des deux candidats envisagés par la seconde administration Trump pour remplacer le général Charles Q. Brown Jr. au poste de président des chefs d'état-major interarmées, mais celui-ci a été confié à Dan Caine.
Le 10 juin 2025, lors des négociations entre les États-Unis et l'Iran sur son programme nucléaire, Kurilla déclare lors d'une audition au Congrès qu'il prépare une « large gamme » d'options militaires pour le président Donald Trump si les négociations viennent à échouer. Kurilla appelle à une réponse militaire contre l'Iran lors de la guerre Iran-Israël ; son rôle pendant cette période est considéré comme exceptionnellement important, le secrétaire américain à la Défense Pete Hegseth s'en remettant à lui pendant le conflit,.

## Vie privée
Kurilla est marié à Mary Paige et a deux filles.